# Klemmtasche
Die Klemmtasche dient zur Aufbewahrung von Briefmarken und ähnlichen Sammlungsstücken. Sie besteht aus einer gummierten Grundfolie und einer glasklaren Deckfolie. Durch diese reflexfreie Deckfolie entstehen keine störenden Lichtreflexe und es wird ein sicherer sowie dauerhafter Schutz der Briefmarke erreicht.

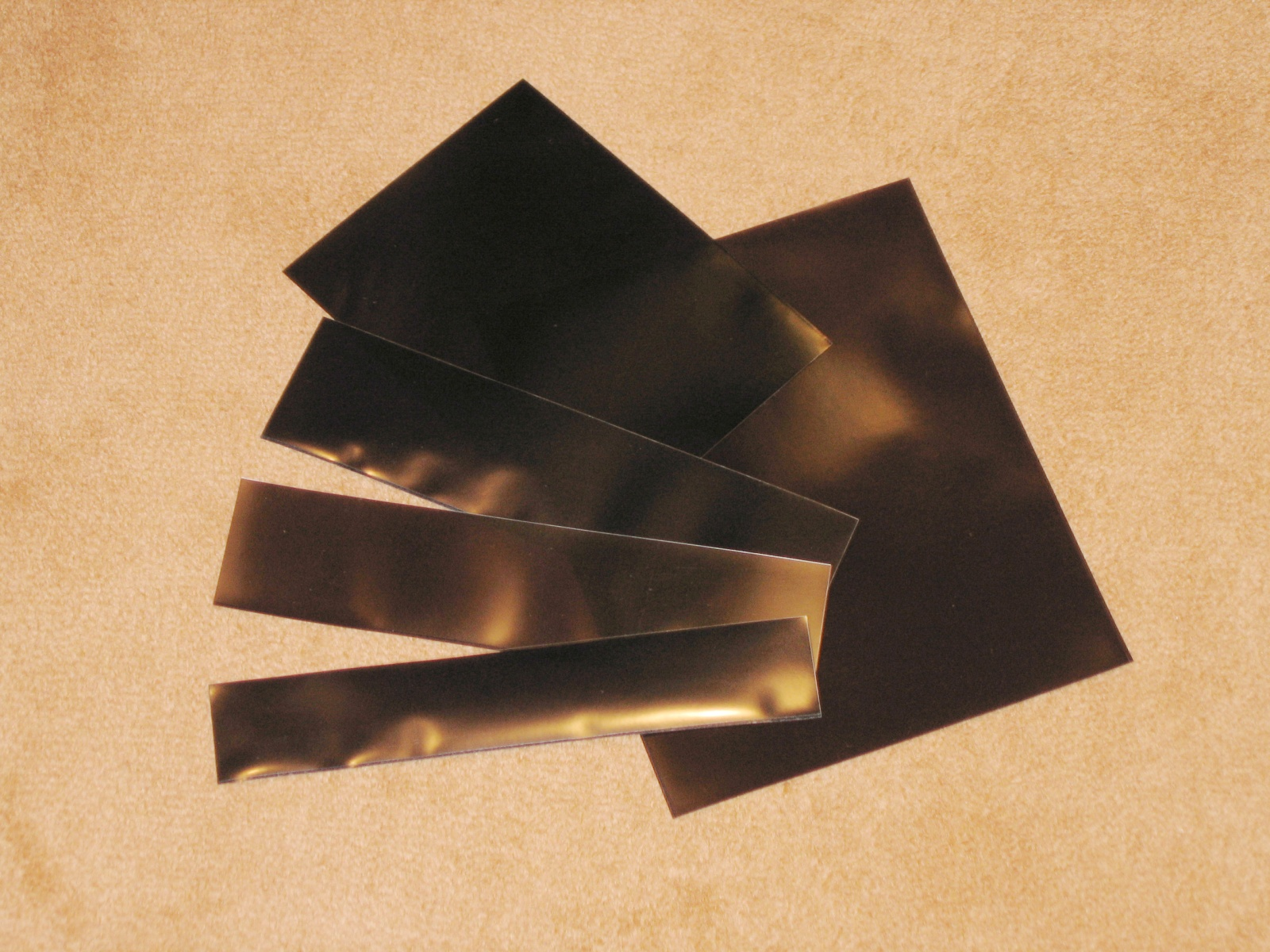
Klemmtaschen zum Selbstzuschneiden
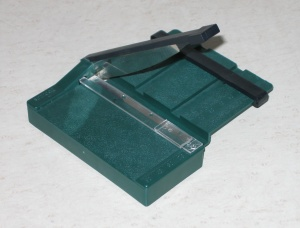
Schneidemaschine für Klemmtaschen